# 伊万内河
伊万内河（烏克蘭語：Івани），是烏克蘭的河流，位於該國東部，流經哈爾科夫州和蘇梅州，屬於沃爾斯克拉河的支流，發源自文尼察伊万内東南面，河道全長26公里。